# Lisa Chappell
Lisa Irene Chappell (* 18. října 1968, Auckland, Nový Zéland) je herečka a zpěvačka.

## Herecká kariéra
Chappell hrála v mnoha rolích. V roce 2001 byla obsazena do role Claire McLeodové v australském seriálu McLeodovy dcery. Za tuto roli získala ocenění Logie Awards v kategorii Nejpopulárnější herečka, v roce 2003 byla nominována na Silver Logie. Ze seriálu odešla, když její postava zahynula při dopravní nehodě.
Chappell hrála v divadelní adaptaci Educating Rita (2007), se kterou cestovala po Austrálii.

### Filmografie
| Rok       | Název                       | Role                       |
| --------- | --------------------------- | -------------------------- |
| 1987      | Gloss                       | Chelsea                    |
| 1989      | Shark in the Park           |                            |
| 1992      | Shortland Street            | Deborah Walters            |
| 1993      | Desperate Remedies          | Anne C.                    |
| 1994      | Herkules                    |                            |
| 1995      | Mysterious Island           | Jane Morecombe             |
| 1995      | Jack Brown Genius           | Sylvia                     |
| 1995      | Dirty Dave                  | Lucy                       |
| 1995-99   | Herkules                    |                            |
| 1996      | Letter to Blanchy           | Monica                     |
| 1996-1998 | City Life                   | Bronwyn Kellett 26 részben |
| 1998      | Parking Nazi                | Janey                      |
| 1999      | A twist in the tale         | Lucy                       |
| 2001-03   | McLeodovy dcery             | Claire McLeod              |
| 2003      | Stingers                    | Megan Walsh                |
| 2006      | Small Claims 3: The Reunion | Louise Page                |
| 2007      | Crossbow                    | Anya                       |
| 2008      | Coffin Rock                 |                            |

## Pěvecká kariéra
Chappell se nyní zaměřuje na svoji hudební kariéru. Její debutové album „When Then Is Now“ vyšlo 1. května 2006. Chappell jezdí na turné po Austrálii a Novém Zélandu a současně propaguje svoje album.